# Schlotheimia puiggarii
Schlotheimia puiggarii är en bladmossart som beskrevs av Geheeb och Georg Ernst Ludwig Hampe 1881. Schlotheimia puiggarii ingår i släktet Schlotheimia och familjen Orthotrichaceae. Inga underarter finns listade i Catalogue of Life.